# Invictus
«Invictus» (укр. Непідкорений, нескорений) — вірш англійського поета, видавця і критика Вільяма Ернеста Генлі. Написаний 1875 року, опублікований в 1888 році — без назви — у його першій збірці «Книга віршів» (англ. Book of Verses) у розділі «Життя та смерть (Відлуння)» (англ. Life and Death (Echoes)).
У ранніх передруках зустрічалася присвята «До Р. Т. Г. Б.» (англ. To R. T. H. B.) — Роберту Томасу Гамільтону Брюсу (англ. Robert Thomas Hamilton Bruce) (1846—1899), успішному шотландському торговцю борошном, пекарю та меценату. Назву «Invictus» (лат. непідкорений, нескорений) додав редактор Артур Квіллер-Куч (англ. Arthur Quiller-Couch), коли вірш увійшов до антології Oxford Book of English Verse. Літературне визнання Вільяма Ернеста Генлі майже цілком базується на цьому вірші.

## Історія створення
В 1875 році, через ускладнення після туберкульозу, потрібно було ампутувати одну ногу Генлі. Одразу ж після операції йому повідомили, що необхідно ампутувати й другу ногу. Однак, Генлі вирішив довіритися хірургу Джозефу Лістеру, якому вдалося врятувати кінцівку.
Перебуваючи у лікарні, він написав поему, яка стала відома як «Invictus». Цей період його життя, а також важке дитинство, були основними джерелами натхнення для твору і відіграють основну роль для його розуміння.

## Вплив
- Вінстон Черчилль перефразував останні два рядки у своїй промові перед Палатою громад 9 вересня 1941 року[11]:

|  | Ми все ще володарі нашої долі. Ми все ще є капітанами наших душ. Оригінальний текст (англ.) We are still masters of our fate. We still are captain of our souls. |

- Цей вірш цитував іншим ув'язненим на Роббенайланд південноафриканський правозахисник Нельсон Мандела[12].

- Рядок «скривавлений, але нескорений» (англ. bloody, but unbowed) був використаний у заголовку статті «Дейлі міррор» про серію терористичних атак у громадському транспорті Лондона 7 липня 2005 року[13]. Цей рядок також використав Лорд Пітер Вімзі у романі Дороті Лі Сейєрс «Хмари свідків» (англ. Clouds of Witness), коли говорив про свою невдалу спробу зняти з брата звинувачення у вбивстві[14].

- Аун Сан Су Чжі, політична діячка М'янми, лідерка опозиції, лауреатка Нобелівської премії миру (1991), стверджувала, що цей вірш надихнув її батька, Аун Сана, та його сучасників, боротися за незалежність, а також «надихнув інших борців в інших країнах в різний час»[15].

- Джеймс Бонд Стокдейл (англ. James Stockdale), який був військовополоненим у Північній Кореї, згадував, що у в'язниці йому передав останній стовпчик вірша, написаний за допомогою екскрементів щурів на туалетному папері, Девід Гетчер (англ. David Hatcher).[16].

Вірш також звучить у фільмі «Нескорений» (2000) та в грі Mass Effect 3. Масовий вбивця Тімоті Маквей, незадовго до страти, назвав цей вірш своєю передсмертною заявою.
У фільмі «Абсолютна влада» білі расисти цитують цей вірш.
Вірш перекладено українською мовою Маріанною Малиною (2008) та Іваном Блиндюком (2024).